# Мальборн
Мальборн (нім. Malborn) — громада в Німеччині, розташована в землі Рейнланд-Пфальц. Входить до складу району Бернкастель-Віттліх. Складова частина об'єднання громад Тальфанг-ам-Ербескопф.
Площа — 26,31 км2. Населення становить 1357 ос. (станом на 31 грудня 2020).